# Inundatie (1702)
De inundatie van 1702 vond plaats in Zeeuws-Vlaanderen tijdens de Spaanse Successieoorlog.
Vooral ten zuiden van Hulst en IJzendijke werden polders onder water gezet. De meeste hiervan werden snel weer herdijkt.